# Green Desert
Green Desert è un album del gruppo tedesco di musica elettronica, i Tangerine Dream, pubblicato nel 1986.

## Lista delle tracce
1. Green Desert - 19:25
2. White Clouds - 5:01
3. Astral Voyager - 7:03
4. Indian Summer - 6:53

## Formazione e riconoscimenti
- Edgar Froese: sintetizzatori, tastiere, chitarra elettrica, sequencer.
- Christopher Franke: sintetizzatori, tastiere, sequencer, batteria.
- Pete Beaulieu: ingegnere del suono
- Mark Weinberg: disegno di copertina

## Fonte
- http://www.voices-in-the-net.de/green_desert.htm